# Ernst Sigg
Ernst Sigg (* 2. Mai 1892 in Basel; † 19. April 1966 ebenda) war ein Schweizer Kirchenmusiker und Gymnasiallehrer.

## Leben
Ernst Sigg wuchs als ältester von vier Söhnen des Stadtmissionars Johann Jakob Sigg in Basel auf und absolvierte 1911 die Matur an der Oberen Realschule. Den ersten Orgelunterricht erhielt er vom späteren Berner Münsterorganisten Ernst Graf, später beim Basler Münsterorganisten Adolf Hamm am Konservatorium Basel, wo er auch Gesang-, Klavier- und Musiktheorie-Kurse belegte. Auf Wunsch des Vaters entschied er sich als Hauptstudium fürs Mittellehrerexamen, wofür er französische und englische Philologie sowie Musikwissenschaft bei Karl Nef an der Universität Basel studierte. Studienaufenthalte führten ihn ins Ausland nach Edinburgh sowie ins waadtländische Moudon.
Nach dem Abschluss 1915 zog Sigg wieder in die Westschweiz um, wo er Orgel und Theorie bei William Montillet am Conservatoire de musique de Genève studierte. Er war bald ein gefragter Begleiter an der Orgel, am Klavier oder am Cembalo in der Genfer Victoria Hall; im Dezember 1917 spielte er Continuo am Weihnachtskonzert des Konservatoriums unter der Leitung von Frank Martin. 1920 kehrte Sigg nach Basel zurück und unterrichtete Französisch und Gesang an der Knabensekundarschule. Er übernahm die Leitung des Kirchenchors an der Elisabethenkirche (bis 1936) und trat dem Basler Bach-Chor bei; dort lernte er Madeleine Burckhardt kennen, die er 1921 heiratete und mit ihr zwei Kinder hatte.
1929 wurde Sigg zum Nachfolger von Rudolf Löw-Schäfer als Organist an der Elisabethenkirche sowie als Gesangslehrer am Humanistischen Gymnasium gewählt. Dort übernahm er die Leitung des «Elitenchors» (Chor aus Knaben der Eliteklasse) und initiierte das schuleigene Orchester collegium musicum (nicht zu verwechseln mit dem gleichnamigen 1951 gegründeten Berufsorchester). Ab 1930 unterrichtete Sigg auch Schulmusik am Mathematisch-Naturwissenschaftlichen Gymnasium. 1935 gründete er einen Privatchor «Kantorei St. Martin», die sich auf Aufführungen von Bachkantaten in kleiner Besetzung spezialisierte. 1939 erweiterte er den Elitenchor um Tenöre und Bässe aus den oberen Klassen der Gymnasien und benannte ihn in collegium musicum vocale um.
1951 stellte er seinen Privatchor ein, vier Jahre später trat er auch von seinen Ämtern am Gymnasium zurück. 1960 gab er sein letztes Amt als Organist der Elisabethenkirche ab und widmete sich fortan der Malerei und ausgedehnten Wanderungen in den Alpen. 1966 verstarb Sigg an Herzschwäche.

## Nachwirken
Mit seinen Chören und dem Schulorchester führte Sigg zahlreiche Werke von Johann Sebastian Bach auf; der Elitenchor wirkte zudem häufig in den Münsterkonzerten des Basler Gesangvereins mit. Nach Möglichkeit gestaltete er seine Konzerte mit historischen Instrumenten und leistete noch vor der Gründung der Schola Cantorum Basiliensis Pionierarbeit im Basler Musikleben.
Unter Siggs Leitung wurden diverse Vokalwerke in Basel erstaufgeführt: Johann Ernst Bach (Passionsoratorium), Dietrich Buxtehude (sechs Kantaten), Georg Friedrich Händel (drei Anthems), Joseph Haydn (Nikolaimesse), Wolfgang Amadeus Mozart (Spatzenmesse), Henry Purcell (Psalm, Kantate), Johann Theodor Roemhildt (Matthäuspassion) und Georg Philipp Telemann (Der Tag des Gerichts).
Frieder Liebendörfer, Siggs Nachfolger als Gesangslehrer am Gymnasium, gründete 1979 den «Motettenchor Region Basel», welcher in der Tradition des unter Siggs Leitung «Motettenchor» genannten Kirchenchors St. Elisabethen steht.